# 대한세포병리학회
대한세포병리학회(The Korean Society For Cytopathology)는 대한민국의 학술단체이다. 사무실은 서울특별시 서초구 양재동 391-18 릴라스와미빌딩 406호에 있다.

## 대한세포병리학회지
영문명은 The Korean Journal of Cytopathology, ISSN:1017–0391, 한국연구재단(KCI) 등재 후보지이다.